# Slowakische Badmintonmeisterschaft 1962
Die Slowakische Badmintonmeisterschaft 1962 war die erste (inoffizielle) Auflage der Titelkämpfe im Badminton in der Slowakei. Sie fand vom 15. bis zum 16. Dezember 1962 in Košice statt.

## Medaillengewinner
| Disziplin    | Gold                        | Silber                          | Bronze                         |
| ------------ | --------------------------- | ------------------------------- | ------------------------------ |
| Herreneinzel | Pavel Hroch                 | Jozef Koňařík                   | Jaroslav Kozák                 |
| Dameneinzel  | Elena Hlinovská             | Jitka Nadejová                  | Aurélia Čekanová               |
| Herrendoppel | Pavel Hroch Jozef Koňařík   | Leonard Novák Cyril Konečný     | Jaroslav Kozák Juraj Hvozdík   |
| Herrendoppel | Pavel Hroch Jozef Koňařík   | Leonard Novák Cyril Konečný     | Jozef Kovér Štefan Magyar      |
| Mixed        | Pavel Hroch Elena Hlinovská | Jaroslav Kozák Ľubica Žitňanová | Jozef Koňařík Alena Kubátová   |
| Mixed        | Pavel Hroch Elena Hlinovská | Jaroslav Kozák Ľubica Žitňanová | Štefan Magyar Aurélia Čekanová |